# Мончивода, Павел
Па́вел Мончиво́да-Ястше́мбский (пол. Paweł Mąciwoda-Jastrzębski; 20 февраля 1967, Величка, Польская Народная Республика) — польский рок-музыкант, бас-гитарист, c 10 января 2004 — участник группы Scorpions.

## Биография
Павел начал играть на бас-гитаре в возрасте 15 лет, за что получил прозвище «бейби» (от англ. «ребёнок»). В 1980-х годах играл в джаз-рок-группе Little Egoists, в составе который выпустил свой первый компакт-диск Radio Wieliczka. Играл с группами Düpa и Püdelsi. Он также был членом джаз-рок-группы Walk Away, которая записала с его участием альбом Magic Lady.
В 1990 году уезжает в США. Играет в блюз-рок-группе Homewreckers. В 1991 он переехал во Флориду, где играл с группой Genitorturers. Позднее в Нью-Йорке и Чикаго сотрудничал с различными группами и музыкантами. В 1996 вместе с Адамом Хольцманом создал группу «Section 31», записавшую альбом Time Traveler.
В 1997—1999 годах записал два компакт-диска в составе польской группы TSA и выступал с концертами в составе TSA. В 2001 году вернулся в Польшу. Сотрудничал с рядом групп: Oddział Zamknięty, Funk de Nite, Redkot, LAPd, Virgin Snatch.
20 декабря 2003 года состоялся его первый концерт со Scorpions. Официальным членом группы стал с 10 января 2004. С его участием записаны альбомы «Unbreakable» 2004 года, «Humanity — Hour 1» 2007 год, «Sting In The Tail» (2010), «Comeblack» (2011) и «Return To Forever» (2015).
В 2009 году вместе с Гжегожем Марковским, Петром Врубелем, Олафом Деригласоффом и Мацеем Маленьчуком участвовал в записи альбома WU-HAE под названием Opera Nowohucka.
В 2013 году был признан лучшим бас-гитаристом Польши.